# Samarinda
Samarinda è una città indonesiana posta sulla costa orientale della grande isola del Borneo, detta Kalimantan in lingua locale.
È uno dei centri principali del Borneo appartenente all'Indonesia, capoluogo della provincia di Kalimantan Orientale e con una popolazione di circa 843.000 abitanti è anche una delle maggiori città dell'intera isola. Si è sviluppata grazie ad una fiorente industria del legname, estratto dalla foresta tropicale dell'isola.

## Amministrazione
Samarinda è una città con lo status pari a quello di una reggenza. È suddivisa in 10 kecamatan (distretti) e 54 kelurahan (villaggi):
- Loa Janan Ilir
  - Harapan Baru
  - Rapak Dalam
  - Sengkotek
  - Simpang Tiga
  - Tani Aman
- Palaran
  - Simpang Pasir
  - Handil Bakti
  - Rawa Makmur
  - Bukuan
  - Bentuas
- Samarinda Kota (Samarinda Città)
  - Bugis
  - Karang Mumus
  - Pasar Pagi
  - Pelabuhan
  - Sungai Pinang Luar
- Samarinda Ilir
  - Palita
  - Selili
  - Sungai Dama
  - Sidodamai
  - Sidomulyo
- Samarinda Ulu
  - Air Hitam
  - Air Putih
  - Bukit Pinang
  - Dadi Mulya
  - Gunung Kelua
  - Jawa
  - Sidodadi
  - Teluk Lerong Ilir
- Samarinda Seberang 
  - Baqa
  - Mesjid
  - Sungai Keledang
- Samarinda Utara (Samarinda Nord)
  - Pelita
  - Lempake
  - Sempaja Selatan
  - Sempaja Utara
  - Sungai Siring
  - Tanah Merah
- Sambutan
  - Makroman
  - Pulau Atas
  - Sambutan
  - Sindang Sari
  - Sungai Kapih
- Sungai Kunjang
  - Loa Buah
  - Loa Bakung
  - Karang Asam Ulu
  - Karang Asam Ilir
  - Teluk Lerong Ulu
  - Lok Bahu
  - Karang Anyar
- Sungai Pinang
  - Bandara
  - Gunung Lingai
  - Mugirejo
  - Sungai Pinang Dalam
  - Temindung Permai

## Infrastrutture e trasporti
L'aeroporto di Samarinda è servendo oltre 126.000 di passeggeri e movimentando 241.000 tonnellate all'anno (dati del 2013).
L'aeroporto principale della città è il nuovo Aeroporto Internazionale di Samarinda.